# 吉野弘幸 (ボクサー)
吉野 弘幸（よしの ひろゆき、1967年8月13日 - ）は、日本の元プロボクサー。東京都葛飾区出身。第25代日本スーパーウェルター級王者。第34代ウェルター級王者。第22代OPBF東洋太平洋ウェルター級王者。ワタナベボクシングジム所属選手としてプロデビュー、1999年より野口ボクシングジム所属。

## 人物
日本4位タイ（当時2位タイ）の12連続KO勝利の記録を持つ。

## 来歴
中学校卒業後、運送会社勤務の傍ら国際ジムに入門したが時間がとれず、ワタナベジムに移籍し、東京・銀座のラーメン店でアルバイトを始めた。
このアルバイトで、毎日のように右手で自転車のハンドルを掴み、左手には重い岡持を持って出前をしていたことから、後にKOの山を築くことになる左腕が自然と鍛え上げられていった。
1985年、ミドル級でプロデビュー後、連敗を機にウェルター級へ転向。東日本ウェルター級新人王を目指すも全日本新人王決定戦まで制す事になる上山仁に4R引分で阻まれた。
1988年3月21日、東京ドームで行われた世界ヘビー級タイトルマッチ・マイク・タイソンvsトニー・タッブスのアンダーカードに出場。日本ウェルター級タイトルマッチとして行われたこの試合で、王者・坂本孝雄に4RKO勝ちして同王座を獲得。当時無名の吉野が勝利全てがKO勝ちという坂本に下馬評を覆すKO勝利となったこの試合は、同年度の年間表彰でKO賞を受賞した。
1991年12月9日、日本スーパーウェルター級タイトルを10連続防衛中の上山仁とのノンタイトル10回戦が実現。10連続防衛中の現役日本王者同士の対決であることや、上山と1勝1分けである因縁（吉野の初防衛戦の挑戦者として上山は唯一の黒星を喫していた）などから大いに話題となり、会場の後楽園ホールは超満員。互いのファンが応援合戦で大盛り上がりする中、試合も壮絶な打ち合いの大熱戦となり、7RKO負けで上山に雪辱を果たされることとなった。以前から左拳を2度骨折するなど慢性的な故障を抱えていたが、更にこの上山戦ではかねて不調のあった鼻中隔彎曲症を決定的に悪化させ、鼻呼吸がほとんどできず、入院治療を受けた。
1992年4月7日、11度目の防衛戦でデビューから11戦全KO勝利の佐藤仁徳と対戦。前戦に続いて大いに話題を呼んだこの試合は、佐藤の強打に後退し厳しい試合になるかと思われた矢先、ブレイク後に放った左フックが佐藤の側頭部を捉えると連打でストップに追い込んだ。ブレイクからの再開と同時に放たれた左は、レフェリーがブラインドとなり不意打ちに近いパンチではあったが、百戦錬磨の吉野の経験が無敗のホープを上回る結果となった。
1992年12月21日、14度連続防衛後に同王座を返上。14度防衛は同級最多記録で、これには8KOが含まれる。
1993年6月23日、世界タイトル挑戦の機会を求めて一階級下げ、WBA世界スーパーライト級王者ファン・マルチン・コッジ（アルゼンチン）に挑戦。吉野は初回から思い切りよく得意の左フックを振り回し王者をロープに詰めるなど幸先良いスタートを切っていたが、それまで様子見に徹していた王者が4Rから手数を増やし攻勢に出ると、5Rにあっと言う間に3度のダウンを奪われKO負けとなった。
1993年12月27日、OPBF東洋太平洋ウェルター級王者朴政吾（韓国）に挑戦するが8RTKO負けに終わった。
1995年11月28日、朴奉寛（韓国）の持つOPBF東洋太平洋ウェルター級王座に再挑戦し、12R判定勝利を収めて同王座を獲得した。
2度防衛後の1996年12月3日、尹錫玄（韓国）に7R負傷判定で敗れ王座を失った。
1997年、一旦は引退し、全日本キックボクシング連盟預かりで活躍の場をK-1のリングへ移した。当時、「K-1ジャパンリーグ」構想をスタートさせていたK-1は、選手層の充実を図り、自ら選手を育てることなく他のキック団体やボクシング界から選手を獲得するという安易な方針を展開。ボクシング界からの転向は吉野がその第1号的な存在であった。K-1デビュー戦ではKO勝ちでの華々しいスタートを切ったものの、ヘビー級中心のK-1では吉野のキャラを活かせず、結局K-1のリングではこの1試合のみ。試合に恵まれず、所属した全日本キックボクシング連盟の興行会社の倒産も重なりボクシング界への復帰を決意。しかし、JBCの「他のプロスポーツに関与もしくは従事する者は、JBCの審査を経たうえで、発給の可否を決定する」という規約に抵触したことで、ライセンスの交付が認められず、1年以上を経過してから禊ぎ的な野口ジムへの移籍という形でプロボクシングに復帰が認められた。他の格闘技に転向後、再度ライセンスが発行されたケースは日本では非常に珍しい。
1999年3月24日、復帰第1戦ではタタ・レガトゥナ（フィリピン）を1RKOで破った。
2000年9月11日、河合丈矢を10R判定で破り日本スーパーウェルター級王座を獲得して2階級制覇を達成した。
金山俊治を退け1度防衛後の2001年6月11日、河合の再挑戦に敗れて王座を失った。
再度階級を上げて同年12月1日、日本ミドル級王者鈴木悟に挑むも5RTKOで敗れた。
その後5試合を行ったが板垣俊彦らに4敗を喫するなど往時の力はなく、2004年に37歳の誕生日を迎えボクサーライセンスが失効したため、現役を引退した。
2005年、故郷の葛飾区に「エイチズスタイルボクシングジム」を開き、以後はジム運営をしている。

## 戦績

### キックボクシング
| キックボクシング 戦績 | キックボクシング 戦績 | キックボクシング 戦績 | キックボクシング 戦績 | キックボクシング 戦績 | キックボクシング 戦績 | キックボクシング 戦績 |
| --------------------- | --------------------- | --------------------- | --------------------- | --------------------- | --------------------- | --------------------- |
| 1 試合                | (T)KO                 | 判定                  | その他                | 引き分け              | 無効試合              |                       |
| 1 勝                  | 1                     | 0                     | 0                     | 0                     | 0                     |                       |
| 0 敗                  | 0                     | 0                     | 0                     | 0                     | 0                     |                       |

| 勝敗 | 対戦相手           | 試合結果                 | 大会名                   | 開催年月日   |
| ○    | メルビン・マーリー | 1R 2:15 KO（左アッパー） | K-1 GRAND PRIX'97 開幕戦 | 1997年9月7日 |

## 獲得タイトル
- 第22代OPBF東洋太平洋ウェルター級王座（防衛2）
- 第34代ウェルター級王座（防衛14=返上）
- 第25代日本スーパーウェルター級王座（防衛1）